# Rileyasuchus
A Rileyasuchus (jelentése 'Riley krokodilja') egy phytosaurusnem, amely a késő triász időszakban (a rhaeti korszakban) élt Angliában. A története zavaros, a Palaeosaurus és Thecodontosaurus taxonómiájához kötődik, emellett pedig egy rovarnem (a hártyásszárnyúak közé tartozó, 1888-ban leírt Rileya, amely Howardtól vagy Ashmeadtől származik, bár nem tisztázott, hogy melyikük használta elsőként az adott állathoz kapcsolódóan) helyettesítő nevéül szolgál.

## Történet és taxonómia
Az új nemet Friedrich von Huene nevezte el két csigolya és egy felkarcsont alapján, melyekre Bristolban fedeztek fel. 1908-ban jött rá, hogy a lelet egy phytosaurushoz tartozik (emiatt néhány Palaeosaurus fajt is ehhez a nemhez soroltak be).
A 20. század nagy részében nem ismerték fel a lelet valódi mibenlétét, 1961-ben azonban Oskar Kuhn átnevezte Rileyáról Rileyasuchusra. 1994-ben Adrian Hunt (a doktori disszertációjában) elsőként jelentette ki, hogy egy herrerasaurida volt, de a véleményét sosem publikálta. Benton és szerzőtársai (2000-ben) jelezték, hogy a típuspéldány valójában egy kiméra, melyet egy phytosaurus felkarcsontból és a Thecodontosaurus csigolyáiból állítottak össze. Leginkább nomen dubiumnak tartják.

## Ősbiológia
Phytosaurusként, félig vízi krokodilszerű ragadozó lehetett.

## Fordítás
- Ez a szócikk részben vagy egészben a Rileyasuchus című angol Wikipédia-szócikk ezen változatának fordításán alapul.  Az eredeti cikk szerkesztőit annak laptörténete sorolja fel. Ez a jelzés csupán a megfogalmazás eredetét és a szerzői jogokat jelzi, nem szolgál a cikkben szereplő információk forrásmegjelöléseként.

## Külső hivatkozások
- Re: Rileyasuchus and Patricosaurus. Dinosaur Mailing List. [2006. október 17-i dátummal az eredetiből archiválva]. (Hozzáférés: 2009. július 13.)